# Hyenville
Hyenville est une ancienne commune française, du département de la Manche et de la région Normandie, devenue le 1er janvier 2016 une commune déléguée au sein de la commune nouvelle de Quettreville-sur-Sienne.
Elle est peuplée de 365 habitants.

## Toponymie
Le nom de la localité est attesté sous les formes Eudonis villa en 1186, Yenville en 1310, Heenville en 1356, Heenvilla sans date.
Le gentilé est Hyenvillais.

## Histoire
En 1162, Guillaume de Saint-Jean donna à l'abbaye de La Lucerne la dîme de la foire d'Hyenville, ainsi que la dîme de la pêche aux anguilles. La foire annuelle se tenait le 1er août, le jour de la Saint-Pierre-ès-Liens.
En 1766, on trouve comme seigneur et patron de la paroisse Louis-Antoine Tanqueray de la Mombrière
,.
Au cours de la Révolution française, Charles Antoine Tanquerey de la Mombrière (1743-1794), comte de Hyenville, capitaine des Dragons et maire de Hyenville, fut guillotiné à Paris le 21 juillet 1794 avec dix-huit autres condamnés dit de la « fournée de Coutances ». Marie-Louise (1780-1866), sa fille, fut la pensionnaire de madame Campan ou elle rencontra Hortense de Beauharnais et dont elle deviendra dame d'honneur.
Le 1er janvier 2016, Hyenville intègre la commune de Quettreville-sur-Sienne sous le régime juridique des communes nouvelles instauré par la loi no 2010-1563 du 16 décembre 2010 de réforme des collectivités territoriales. La commune de Hyenville devient une commune déléguée. Quettreville-sur-Sienne est le chef-lieu de la commune nouvelle et est à la fois commune nouvelle et, pour son ancien territoire, commune déléguée.

## Politique et administration
| Période                                  | Période       | Identité          | Étiquette | Qualité                                             |
| ---------------------------------------- | ------------- | ----------------- | --------- | --------------------------------------------------- |
| 1953                                     | 1989          | Gérard Larsonneur | SE        | Agriculteur                                         |
| 1989                                     | 1989          | Paul Sol-Dourdin  |           |                                                     |
| 1990                                     | mars 2001     | Marcel Laurent    |           |                                                     |
| mars 2001                                | mars 2014     | Christian Dolley  | SE        | Enseignant                                          |
| mars 2014                                | décembre 2015 | Dany Ledoux       | SE        | Psychologue, conseillère départementale depuis 2021 |
| Les données manquantes sont à compléter. |               |                   |           |                                                     |

Le conseil municipal était composé de onze membres dont le maire et trois adjoints. Ces conseillers intègrent au complet le conseil municipal de Quettreville-sur-Sienne le 1er janvier 2016 jusqu'en 2020 et Dany Ledoux devient maire délégué.

## Démographie
En 2021, la commune comptait 365 habitants. Depuis 2004, les enquêtes de recensement dans les communes de moins de 10 000 habitants ont lieu tous les cinq ans (en 2004, 2009, 2014, etc. pour Hyenville) et les chiffres de population municipale légale des autres années sont des estimations.
| 1793 | 1800 | 1806 | 1821 | 1831 | 1836 | 1841 | 1846 | 1851 |
| ---- | ---- | ---- | ---- | ---- | ---- | ---- | ---- | ---- |
| 405  | 437  | 434  | 394  | 335  | 370  | 389  | 378  | 370  |

| 1856 | 1861 | 1866 | 1872 | 1876 | 1881 | 1886 | 1891 | 1896 |
| ---- | ---- | ---- | ---- | ---- | ---- | ---- | ---- | ---- |
| 356  | 375  | 369  | 344  | 336  | 323  | 329  | 287  | 301  |

| 1901 | 1906 | 1911 | 1921 | 1926 | 1931 | 1936 | 1946 | 1954 |
| ---- | ---- | ---- | ---- | ---- | ---- | ---- | ---- | ---- |
| 264  | 275  | 276  | 208  | 223  | 249  | 243  | 240  | 216  |

| 1962 | 1968 | 1975 | 1982 | 1990 | 1999 | 2004 | 2009 | 2014 |
| ---- | ---- | ---- | ---- | ---- | ---- | ---- | ---- | ---- |
| 219  | 220  | 217  | 236  | 243  | 269  | 318  | 321  | 340  |

| 2018 | - | - | - | - | - | - | - | - |
| ---- | - | - | - | - | - | - | - | - |
| 349  | - | - | - | - | - | - | - | - |

## Lieux et monuments
- Église Saint-Patrice (ou Saint-Jean-Baptiste), gothique des XIIIe – XIVe siècles, avec une petite crypte sous l'autel. Elle abrite le gisant, du XIIIe, de la dame de Hyenville découvert en 1981 dans la crypte, classé au titre objet en 1983[10], une poutre de gloire du XVIIIe[2], des pierres tombales du début du XVIIIe.
- Rives de la Sienne.
- Vestiges du vieux pont de Hyenville en pierre. En 1447 on parlait déjà de sa réparation[11].
- Manoir-ferme des Marais du XVe siècle, possession du corsaire Robert Surcouf, inscrit partiellement aux monuments historiques[12].
- Manoir-ferme de Hyenville, ancienne possession des seigneurs de Grimouville.
- Croix de chemin.
- Colonnes funéraires et croix de cimetière du XIXe siècle.
- Ancien presbytère du XVIIe siècle, avec son portail en pierre.
- Manoir-ferme de la Girardière-de-Haut, possession des Tanquerey de la Mombrière.
- Deux anciens puits et maison datée de 1781 près de l'église.